# Bloedbad van Glencoe

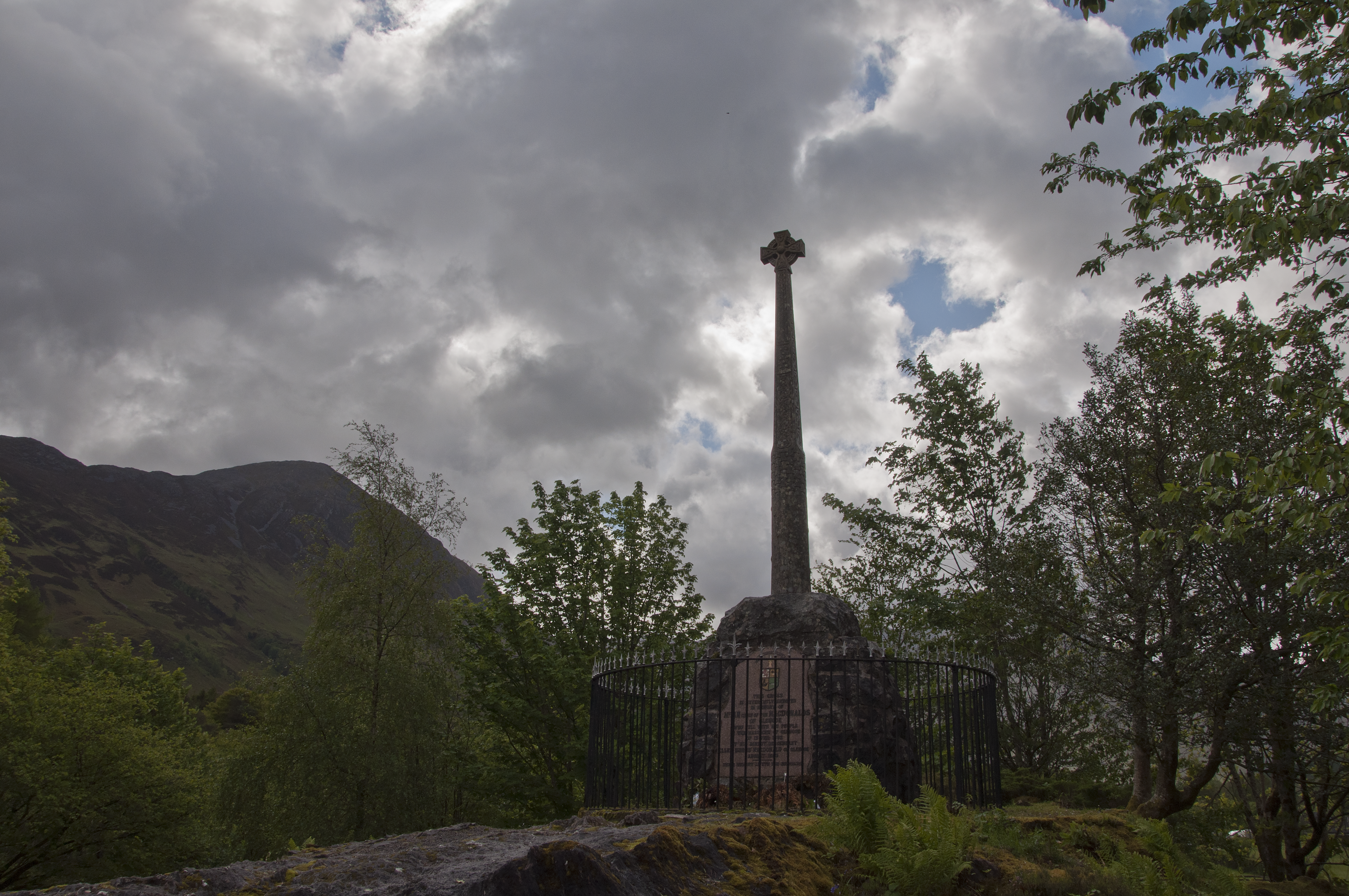
Monument ter herdenking van het bloedbad

Het Bloedbad van Glencoe in de Schotse Hooglanden op 13 februari 1692 was een slachtpartij die plaatsvond naar aanleiding van de troonswisseling in Groot-Brittannië. De Campbell-clan richtte het bloedbad aan onder de MacDonalds omdat die niet snel genoeg zouden zijn geweest om Willem III van Oranje en Maria II Stuart als nieuw koningspaar te erkennen.
Achtendertig mannen van de MacDonald-clan werden gedood door Campbells. Toen enkele MacDonalds trachten te vluchten, werden ze achternagezeten en in open veld afgemaakt. Nadat hun huizen in brand waren gestoken, kwamen veertig vrouwen en kinderen om door ontberingen. Bij de Campbells kwam niemand om.
De moordpartij strekte zich uit over de hele vallei van Glen Coe en begon gelijktijdig in de drie gehuchten Invercoe, Inverrigan en Achnacon.